# Anton Kull
Christian Anton Vilhelm Kull, född 14 december 1846, död 24 april 1916, var en svensk läkare och amatörmusiker (pianist).
Kull blev med.lic. 1879 och var regementsläkare vid Göta livgarde. Han invaldes som ledamot nr 505 av Kungliga Musikaliska Akademien den 29 november 1900. Kull är begravd på Norra begravningsplatsen utanför Stockholm.